# Danh sách cầu thủ bóng đá nước ngoài tại Việt Nam
Đây là danh sách cầu thủ bóng đá nước ngoài tại Việt Nam.
Danh sách bao gồm những cầu thủ từ năm 2000 đến năm 2024. Các cầu thủ của mùa giải hiện tại cũng được tính. Tất cả những cầu thủ sau đây đã chơi ít nhất một trận đấu tại Việt Nam

## Cầu thủ nhập tịch
| Vietnamese name          | Original name                    | Original nationality | Birth year | Playing position |
| ------------------------ | -------------------------------- | -------------------- | ---------- | ---------------- |
| Phan Văn Santos          | Fábio dos Santos                 | Brazil               | 1977       | GK               |
| Đoàn Văn Nirut           | Nirut Surasiang                  | Thailand             | 1979       | CB/DM            |
| Đoàn Văn Sakda           | Sakda Joemdee                    | Thailand             | 1982       | DM               |
| Đinh Hoàng Max           | Maxwell Eyerakpo                 | Nigeria              | 1986       | CM               |
| Đinh Hoàng La            | Mykola Lytovka                   | Ukraine              | 1979       | GK               |
| Huỳnh Kesley Alves       | Kesley Alves                     | Brazil               | 1981       | ST               |
| Nguyễn Rogerio           | Rogerio Machado Pereira          | Brazil               | 1979       | CM               |
| Trần Lê Martin           | Ronald Martin Katsigazi          | Uganda               | 1980       | CM               |
| Phan Lê Isaac            | Isaac Kamu Mylyanga              | Uganda               | 1984       | DM               |
| Lê Tostao                | Fungai Tostao Kwashi             | Zimbabwe             | 1979       | WF               |
| Nguyễn Hoàng Hélio       | Hélio da Silva Assis             | Brazil               | 1981       | CB               |
| Hoàng Vissai             | Dio Preye                        | Nigeria              | 1985       | CB               |
| Nguyễn Trung Sơn         | Marcos Jefferson Farias Valentim | Brazil               | 1982       | CM               |
| Lê Văn Tân               | Jonathan Quartey                 | Ghana                | 1984       | ST               |
| Đoàn Marcelo             | Marcelo Barbieri                 | Brazil               | 1979       | CB               |
| Đặng Amaobi              | Honest Uzowuru Amaobi            | Nigeria              | 1981       | ST               |
| Nguyễn Rodgers           | Wandwasi Rodgers                 | Uganda               | 1981       | DM               |
| Lê Hoàng Phát Thierry    | Thierry Ngale Jiemon             | Cameroon             | 1982       | CB               |
| Lê Văn Phú               | Issifu Ansah                     | Ghana                | 1983       | CB               |
| Đinh Văn Ta              | Rodrigo Mota Farias              | Brazil               | 1982       | AM               |
| Nguyễn Hằng Tcheuko Minh | Benoît Tcheuko Elmakoua          | Cameroon             | 1983       | DM               |
| Nguyễn Quốc Thiện Esele  | Theophilus Esele                 | Nigeria              | 1984       | GK               |
| Hoàng Vũ Samson          | Samson Kayode Olaleye            | Nigeria              | 1988       | ST               |
| Nguyễn Trung Đại Dương   | Suleiman Oladoja Abdullahi       | Nigeria              | 1986       | ST               |
| Đỗ Merlo                 | Gastón Merlo                     | Argentina            | 1986       | ST               |
| Trần Trung Hiếu Kizito   | Geoffrey Kizito                  | Uganda               | 1993       | DM/RB            |
| Tshamala Lê Minh         | Tshamala Kabanga                 | DR Congo             | 1984       | ST               |
| Nguyễn van Bakel         | Danny van Bakel                  | Netherlands          | 1983       | CB               |
| Trường An                | Thiago Papel                     | Brazil               | 1991       | CB               |

## Afghanistan
- Milad Salem

## Angola
- José Olivio Andrade Pereira
- Eldon Maquemba

## Argentina
- Alejandro Oscar Insaurralde
- Miguel Angel Basualdo
- Mario Antonio Romero
- Cesar Paolo Cocchi
- Cristian Román Benítez
- Damián Andermatten
- Badaracco Cristian Claudio
- Alejo Noe Gelatini
- Alexandre D.S. Campos
- Agustin Ricardo Machado
- Victor Adrian Reva
- Moyano Gaston Raul
- Matías José Zbrun
- Rojas Fernando Daniel
- Alex Fernando
- Gomez Rodrigo Nicolas
- Vicente Matias Gabrie
- Matías Eduardo Recio
- Mendez Diego Martin
- Mario Antonio Romero
- Diego Fabian Molares
- Mauricio Giganti
- Damián Andermatten
- Gaston Eduardo Molina
- Lucas Cantoro
- Matias Recio
- Gonzalo Damian Marronkle
- Nicolás Hernández
- Marcos Pirchio
- Víctor Ormazábal
- Ezequiel Brítez
- Alexis Blanco

## Australia
- Robert Bajic
- Sam Gallagher
- David Vrankovic
- Nicholas Olsen
- Benjamin Van Meurs
- Brandon Wilson
- Rusell Miner
- Josh Maguire
- Nathan Andrew Moulds
- James Christopher
- Wade Baldwin

## Brazil
- Denílson
- Bruno
- Josivan de Lima Fonseca
- Neto Baiano
- Antonio Carlos
- Leandro Teófilo
- Elenildo De Jesus
- Willians Bartolomeu
- Das Silva
- Juliano
- Jucelio Da Silva
- Rogerio Correira
- Robson Damasceno de Lima
- Agostinho
- Jose Almeida
- "King" Leandro
- Jorge Luiz
- Jesus Trindade
- Gustavo Dourado
- Leandro Cruz de Oliveira
- Jose Emidio de Almeida
- Evaldo Goncalves
- Nildo
- Clayton Bezerra Leite
- Rafael de Souza Oliveira
- Cristiano Roland
- Laerte
- Ricardo Alves Fernandes
- Luciano Fonseca
- Jackson Nogueira
- Cauê Benicio
- Éder Richartz
- Rodigo Aparecido Toledo
- Ruy Netto
- Thiago Rocha
- Cleiton
- David Bala
- Ernesto Paulo
- Márcio Giovanini
- Kléber
- Gilson Campos
- Luciano Silva da Silva
- Luiz Henrique
- Thiago Junio
- Gilberto Fortunato
- Jhonatan Bernardo
- Guilherme Rodrigues Moreira
- Lucas Gaúcho
- Rafael
- Tales dos Santos
- Patrick da Silva
- Diego Silva
- Junior Paraiba
- Osmar Francisco
- Ramon
- Jardel Capistrano
- Marcelo Fernandes
- Thiago Papel
- Wander Luiz
- Eydison
- Patrick Cruz
- Marcus Vinicius
- Henrique Motta
- Claudecir
- Pedro Paulo
- Diogo Pereira
- Gustavo Santos Costa
- Marclei Santos
- Warley Oliveira
- Alex Rafael
- Douglas Tardin
- Marcio
- Thiago Moura
- Jean Carlos
- João Paulo
- Janclesio
- Kayo Dias
- Rodrigo Dias
- Gustavo
- Bruno Cantanhede
- Geovane Magno
- Pedro Augusto
- Lucas Rocha
- Rodrigo
- Bernardo Frizoni
- Gustavo
- Felipe Martins
- Rafaelson
- Zé Paulo
- Antonio Pereira Pina Neto
- Bruno Henrique
- Diego Silva
- Alex Lima
- Caíque Lemes
- Dário Frederico da Silva
- Hendrio
- João Paulo
- Patrick
- Wesley
- Washington Brandão
- Junior Barros
- Bruno Matos
- Brendon Lucas
- Guy N'Diaye
- Paulo Henrique
- Maurício
- Jefferson Baiano
- Paollo Madeira
- Alisson
- Márcio Marques
- Maurício Cordeiro
- Bruno Cosendey
- Walisson Maia
- Wellington Adão
- Dionatan Machado
- Matheus
- Lucão do Break
- Marlon Rangel
- João Guilherme Barcelos
- Maurício Pinto
- Paollo
- William Henrique
- Jhon Cley
- Jeferson Elias
- Douglas Mineiro
- Jairo Rodrigues
- Yago Ramos
- Aylton Alemão
- Conrado
- Dominic Vinicius
- Wilker
- Marcão
- Gustavo Henrique
- Andre Luiz
- Cassius
- Douglas Coutinho
- William Oliveira
- Yuri Mamute
- Caion
- Luiz Antônio
- Júnior Fialho
- Jairo
- Bruno Ramires
- Alan Grafite
- Léo Artur
- Dení Jr

## Belarus
- Serguei Smorgatchev Tchursine

## Belgium
- Marvin Ogunjimi
- Jordy Soladio

## Bosnia and Herzegovina
- Rajko Vidović
- Goran Brašnić
- Neven Laštro

## Burundi
- Hussein Mbanza Nzeyimana
- Alphonse Gatera
- Dugary Ndabashinze
- Abdallah Nduwimana

## Bulgaria
- Mirchev Vlaislav Mitkov

## Burkina Faso
- Ali Rabo
- Valentin Zoungrana
- Abdoul Abass Guiro
- Elis Koulibaly

## Chile
- Alfredo Figueroa
- Luis Alejandro

## China PR
- Zhao Shuang
- Yu Xiang
- He Zhiquiang
- Niu Jing Long

## Cambodia
- Kao Nisai
- Ung Kanyanith

## Colombia
- Edison Fonseca

## Costa Rica
- Ariel Francisco Rodríguez
- José Guillermo Ortiz

## Côte d'Ivoire
- Mohamed Idris
- Kone Kasim Bakary
- Musa Aliu
- Duru Law Rotam
- Agnimou Baptite John
- Kone Moussa Saib
- Douhou Pierre
- Mohamed Koné
- Baba Ouattara
- Moussa Sanogo
- Kouassi Yao Hermann
- Oussou Konan Anicet
- Cisse Youssouf
- John Jean-Baptiste Agnini Agnimou
- Cheick Timité

## Cameroon
- Emmanuel Ayuk
- Nyom Nyom Aloys
- Francois Elokan
- Belibi Celstin Didier
- Babou Noibi Albert Camus
- Serge Okala
- Nchouwat Souleyman
- Bebbe Gustave Anicet
- Ulrich Munze
- Elmakoua Benoit
- Yves Simplice Mboussi
- Din Akame
- Ngoumou M.S. Zelateur
- Thierry Ngaletiemon
- Andela Atangana Guy
- Aloys Nyom Nyom
- Siankam Emako Ernest
- Pascal Fofie
- Alain Njoh Njoh Mpondo
- Alain Ekwe
- Hervé Din Din
- Yves Mboussi
- Nkemia Rim Marcelin
- Anicet Enyenga
- Christian Nsi Amougou
- Gustave Bebbe
- Didier Celestin Belebi
- Edouard Ndjodo
- Marcelin Nkemi
- Paul Emile Biyaga
- Ayukokata També
- Louis Epassi Ewonde
- Aimé Djicka Gassissou
- Mark O'Ojong
- Malcolin Nzouatchoum Mbiakop
- Joël Tchami
- Gaspard Yelleduor
- Gustave Anicet Bebbe Mbangue
- Arsène Elogo
- Joel Tagueu
- Paul-Georges Ntep

## Congo
- Herby Fortunat
- Rodrigue Nanitelamio
- Juvhel Tsoumou
- Prince Ibara

## Central African Republic
- Franklin Clovis Anzité

## Croatia
- Cokolic Ivica Hrvatsko
- Ivica Cokolic
- Gajic Goran
- Arnel Petrovic
- Anto Pejić
- Mladen Čučić
- Mario Mijatović
- Goran Gruica
- Adrian Valentić
- Marko Šimić
- Josip Zeba
- Josip Balić
- Josip Ivančić
- Tonći Mujan
- Mario Zebić

## Canada
- Joevannie Peart
- Abraham François

## Czech Republic
- Michal Šilhavý
- Jan Žemlík
- Jan Hubka
- Petr Sedlak
- Tomáš Jakus

## Cuba
- Yaikel Pérez

## Cape Verde
- Fufuco
- António Paiva Tavares

## Curaçao
- Dyron Rudolph Daal

## DR Congo
- Patiyo Tambwe
- Bolima Cedric Ousman
- Grace Tanda
- Liswa Nduti[a]
- Marcel Nkueni
- Lusenge Mumbere
- Mbungu Nsioni Luc

## Egypt
- Mohamed Essam

## Ethiopia
- Fikru Teferra

## England
- Jamie Phoenix
- Barry Guildford
- Vitor S. Smith
- Simon
- Alex Bruce

## France
- David Serene[1]
- Frederic Rault
- Cédric Moukouri
- Bolima Cedric Ousman
- Johnny Nguyễn Ngọc Anh
- Antoine Goulard
- Loris Arnaud
- Chaher Zarour
- Youssouf Toure
- Victor Nirennold
- Philippe Nsiah
- Aboubakar Koné
- Rodrigue Nanitelam
- Papa Ibou Kébé
- Damien Le Tallec

## Germany
- Marko Kück
- Joseph Laumann
- Dominik Schmitt

## Georgia
- Kokhreidze Irakli

## Greece
- Alexandros Tanidis

## Ghana
- Felix Aboagye
- Shamo Abbey
- Mustapha Essuman
- Yaw Preko
- Emanuel Bentil
- David Annas
- Michael Mensah
- William Anane
- Kwame Attram
- Daniel Obo
- Aboubakar Mahadi
- Ibrahim Abdul Razak
- Edmund Owusu-Ansah
- Bernard Achaw
- Abdul Basit
- Zakaria Suraka
- Emmanuel Okutu
- Joseph Hendricks
- Benjamin Mawusi Dzigba
- Enock Bentil
- Anthony Kankam
- Seidu Ninche Shafiwu
- Martin Dzilah

## Guinea
- Mamadou Guirassy
- Foday Abass Sillah
- Sylla Fodebangaly
- Sekou Sylla

## Guinea-Bissau
- Amido Baldé
- João Mário
- Malam Sano

## Guam
- Brandon McDonald

## Gambia
- Modou Jagne
- Alagie Sosseh
- Dawda Ceesay

## Guadeloupe
- Larry Clavier

## Hungary
- Károly Kovacsics
- Takacs Lajos
- Mátyás Lázár
- Gyorrgy Galhidi
- Attila Katona
- Krisztián Timár

## Haiti
- Ashkanov Apollon
- Jean-Eudes Maurice
- Bicou Bissainthe
- Watz Leazard

## Italy
- Manuel Vergori[2]
- Giovanni Speranza

## Iran
- Iman Alami
- Ali Parhizi
- Mirshad Majedi
- Sajjad Moshkelpour

## Japan
- Ryutaro Karube
- Masaaki Ideguchi
- Daisuke Matsui
- Hiroyuki Takasaki
- Dan Ito

## Jamaica
- Devon Hodges
- Errol Stevens
- Nicholas Addlery
- Kavin Bryan
- Andre Fagan
- Sean Fraser
- Horace James
- Rimario Gordon
- Jeremie Lynch
- Chevaughn Walsh
- Atapharoy Bygrave
- Daniel Green
- Sean Peter Roy Fraser

## Kazakhstan
- Imailov Denis

## Kosovo
- Gramoz Kurtaj

## Kyrgyzstan
- Veniamin Shumeyko
- Mirlan Murzayev

## Kenya
- James Omondi
- Duncan Ochieng
- Maurice Sunguti
- Harrison Muranda
- Allan Wanga
- Rodgers Omunsulah Nandwa

## Liberia
- Samuel Chebli
- Buston Browne
- Alex Karmo
- Jonah Sarrweah
- Vafin K Dolley
- Sam Garmojaly Dee
- Christopher Udensi

## Lithuania
- Vytas Gašpuitis

## Mali
- Souleymane Diabate
- Camara Souleymane
- Kalifa Dembélé

## Malawi
- Victor Nyirenda

## Mauritania
- Dominique Da Sylva

## Macedonia
- Dragan Jakovlevski
- Filip Madžovski
- Nikolce Klečkarovski

## Mexico
- Francisco Rodrinues Rubio [3]
- François Endene

## Montenegro
- Zdravko Dragićević
- Danko Kovačević

## Morocco
- Regragui Mohammed

## Mozambique
- Nuro Amino Tualibudane
- Tomás Inguana

## Netherlands
- Frank van Eijs
- Robbie Servais
- Mark Rutgers
- Alexander Prent
- Koen Bosma
- Romario Kortzorg
- Wieger Sietsma

## Nigeria
- Uche Iheruome
- Chidi Edeh
- Bassey Akpan
- Teslim Fatusi
- Ativie Guy Ijiebor Ativie
- Emmanuel Ejike
- Philip Okoro
- Okon Flo Essien
- Osas Idehen
- Igwe Ejke
- Olumuyiwa Aganun
- Henry Okoro
- Ifeanyi Frederick Onuigbo
- Felix Gbenga Ajala
- Aniekan Ekpe
- Emeka Oguwike
- Ebimo West
- Prince Eboagwu
- Olajide Williams
- Udo Fortune
- Jerome Ogbuefi
- Peter Omoduemuke
- Anthony Eviparker
- Sunday Chibuike
- Abdullahi Suleiman
- Haruna Abdul
- Akanni-Sunday Wasiu
- Abdulrazak Ekpoki
- Ajoku Obinna
- Dickson Nwakaeme
- Daniel Onyekachi
- Yahaya Adamu
- Samson Kpenosen
- Hammed Adesope
- Paul Nwachukwu
- Timothy Anjembe
- Joseph Nwafor
- Adebowale Ogungbure
- Clement Achilefu
- Emmanuel Izuagha
- Egware Emmanuel Eloh
- Ganiyu Oseni
- Sunday Emmanuel
- Odah Marshall
- Michael Olaha
- George Bisan
- Edward Ofere
- Monday Samuel
- Emmanuel Tony Agbaji
- Ismahil Akinade
- Peter Onyekachi
- Kelly Kester
- Christian Osaguona
- Samuel Nnamani
- Raphael Success
- Stephen Gopey
- Stephen Eze

## Namibia
- Sydney Plaatjies

## Poland
- Mariusz Wysocki
- Tomasz Cebula
- Makholaz Makhharvekrick

## Portugal
- Claudio Gomes
- Carlos Fangueiro
- Paulo Tavares
- André Vieira
- Elton Monteiro
- Muacir

## Paraguay
- Anggello Machuca
- Irineo Roberto Acosta Collante

## Philippines
- Alfredo Razon Gonzalez
- Álvaro Silva
- Kike Gómez

## Palestine
- Matias Jadue

## Puerto Rico
- John Krause
- Sidney Rivera

## Russia
- Rod Dyachenko
- Vyacheslav Melnikov
- Nikolay Tkachenko
- Eduard Sakhnevich
- Serguei Litvinov
- Oleg Reshetov
- Sergey Komyagin
- Viktor Trenev
- Trifonop Igor
- Iline Aleksei
- Lasoryb Konstantin
- Ivane Sergiy
- Davy Penko Oleg
- Khomiakov Alexandre
- Smokin
- Reshetov Oleg
- Khairulin Mikhailovich
- Aleksei Sagcheneko
- Sergei Kondratev
- Sukovei Igor
- Kurnosov Pavel
- Orlov Alexei
- Kosse Volodymyr
- Rymachuk Yaroslav
- Leonid Panteleimonov
- Alexei Mozalevski
- Andrei Bulanov

## Rwanda
- Karim Kamanzi
- Jimmy Mulisa
- Julien Nsengiyumva
- Abdala Nduwimana

## Romania
- Istvan Teger
- Cosmin Goia
- Robert Niță
- Petrisor Voinea

## Saint Kitts and Nevis
- Tishan Hanley

## Spain
- Pablo Couñago
- Candelario Gomez
- Mario Arqués
- Carlos Hernandez
- Francis Suárez

## Sweden
- Darko Lukanović
- Grace Tanda
- Olof Hviden-Watson
- Viktor Prodell

## Slovakia
- Marek Matkobis
- Roman Golian
- Vladimir Zlacky

## Slovenia
- Tomislav Mišura
- Nastja Ceh
- Mitja Mörec
- Ivan Firer

## Scotland
- David Winters

## Sierra Leone
- Umaru Rahman
- Kabba Samura
- Aluspah Brewah
- Abu Desmond Mansaray
- Brima Pepito
- Hassan Koeman Sesay
- Pasafa Mustafa Sama
- Lamin Massaquoi
- Alie Sesay

## Seychelles
- Yelvanny Rose

## South Korea
- Han Young-kuk
- Hwang Jung-man
- Hwang Jung-min
- Kim Dae-chul
- Sul Ik Chan
- Cha Myung Phi
- Kim Gwan-hoi
- Lee Yoo-sung
- Park Sung-kwang
- Chun Dae-hwan
- Yang Hyun-jung
- Sim Woon-sub
- Han Seung-yeop
- Kim Bong-jin
- Kim Jin-seo
- Ahn Byung-keon
- Seo Yong-duk
- Woo Sang-ho
- Kim Dong-su
- An Sae-hee

## South Africa
- Philani
- Jabulani Mnguni
- Joseph Lebo Ngake
- Diyo Sibisi
- Kenny Damas
- Dumisa Ngobe

## Senegal
- Mohamed Moustapha N'diaye
- Pape Omar Faye
- Abass Cheikh Dieng
- Diao Sadio
- Papé Diakité
- Abdoulaye Diallo

## Serbia
- Obradovic Marco
- Dalibor Mitrović
- Nenad Stojaković
- Milorad Janjuš
- Bojan Mamić
- Slobodan Dinčić
- Damir Memović
- Igor Jelić
- Đuro Zec
- Milan Jevtović
- Obren Čučković

## Togo
- Vincent Bossou
- Nouhoum Moutawakil
- Alfa Potowabawi
- Akakpo Patron
- Yacoubou Fousseni Cherif

## Tanzania
- Abdi Kassim
- Danny Mrwanda

## Tajikistan
- Umed Khabibulloyev

## Trinidad and Tobago
- Hughtun Hector
- Willis Plaza
- Daneil Cyrus
- Shackeil Henry
- Neil Benjamin

## Tunisia
- Belhassen Aloui

## Thailand
- Tawan Sripan
- Kiatisuk Senamuang
- Datsakorn Thonglao
- Worrawoot Srimaka
- Therdsak Chaiman
- Choketawee Promrut
- Kittisak Rawangpa
- Dusit Chalermsan
- Pipat Thonkanya
- Yuttajak Kornchan
- Vimol Jankam
- Ekkaluck Thonghkit
- Chukiat Noosarung
- Niweat Siriwong
- Pattara Piyapatrakitti
- Pitipong Kuldilok
- Narongchai Vachiraban
- Manit Noywech
- Issawa Singthong
- Sarayoot Chaikamdee
- Yuttadong Bunamporn
- Wirot Pashrdon
- Elkaphan Inthasen
- Somsit Orusomchit
- Kriangsak Praphakornwanitchakvl
- Preecha Chaokla
- Damrongong Trakulthawaichai

## Uganda
- Jamil Kyambadde
- Sawanyana Isa
- Kayemba Charles
- Ibrahim Kizito
- Ibrahim Juma
- Duru Lawrencerotam
- Magala Mutyaba Joseph
- Iddi Batambuje
- Katsigasi
- James Odoch
- Ronald Obregon
- Charles Livingstone Mbabazi
- Lukungu Waiwa Roy
- Ibrahim Juma
- Moses Oloya
- Kasule Owen
- Brian Umony
- Joseph Ochaya
- Henry Kisekka
- Hassan Wasswa
- Francis Onyango
- Sam Kawalya
- Andrew Mwesigwa
- Andrew Lutaya Lule
- Joseph Mpande
- Lawrence Kizito
- Willy Kyambadde
- Fred Tamale
- Majid Musisi Mukiibi
- Enock Kyembe
- Lulenti Kyeyune
- Henry Kakooza
- Asman Bogere
- Kyobe Livingstone

## Ukraine
- Dmytro Pronevych
- Oleksandr Sydorenko
- Oleksandr Gnatenko
- Artem Alexandrovich Yashkin
- Yevgen Diachenko
- Aleksandr Balenko
- Boric Shevelyuk
- Yuriy Markin
- Vyacheslav Lepyavko
- Yevhen Bokhashvili
- Andrei Afnasiev
- Klimenko Yuri
- Yorkin
- Yevgen Nemodruk
- Chekhovskyy
- Karpyna Ivan
- Vladimir Ivanovich
- Raltrenko
- Balatskyi Anatony Tolik
- Tsepkalo Yevgen
- Oleg Samchenko

## Uruguay
- Diego Nogues

## Uzbekistan
- Jahongir Abdumominov
- Gayrat Odilov
- Nazarov Yorkin

## United States
- Franklin Mata Sukam
- Lee Nguyen
- Chris Williams
- Justin Myers
- Mobi Fehr
- Ashkanov Apollon
- Victor Mansaray
- Jonny Campbell

## Zimbabwe
- Justice Majabvi
- Victor Kamhuka
- Kelvin Mushangazike
- Samuel .K .Mujabi
- Morgan Nkathazo

## Zambia
- Signs Chibambo
- Joseph Mwansa

- Signs Chibambo

1. ↑  Competing in Vietnam with the name JBaby

1. ↑  “David Serene và mối tình với cô gái Việt”. vnexpress.net.
2. ↑  “Manuel Vergori: la storia del primo calciatore italiano in Vietnam”. sportal.it.
3. ↑  “Francisco Rodrinues Rubio - "Chàng Mohican" chung thủy”. Sài Gòn Giải Phóng. 25 tháng 1 năm 2006.